# Siemens S35
Siemens S35 je mobilní telefon firmy Siemens, představený v březnu roku 2000. Spolu s ním byly představeny i modely M35 a C35. Je to pokračovatel nejvyšší řady telefonů značky Siemens a nástupce modelu S25. Používá stejné ovládání jako modely C35 a M35. Vzhledem k tomu, že se dle tehdejších měřítek jednalo o přístroj manažerské třídy, byla jeho funkční výbava na vyšší úrovni, než v případě ve stejnou dobu představených dvojčat C35 a M35. Kromě funkcí těchto modelů disponuje navíc větším displejem s vyšším rozlišením,který je dále popsán. Dále oproti výše uvedeným typům nabízel navíc IrDA port,hlasové vytáčení či multifunkční organizér s kalendářem, budíkem a vizitkami. Jeho vzhled je vzhledem k cílené skupině zákazníků více konzervativní, rovněž jako model M35 disponuje integrovanou anténou. Tento telefon byl nabízen ve třech základních barevných provedeních. Obdržel v anketě Mobil roku 2000 druhé místo ve své kategorii.

## Fyzické parametry
Telefon má fyzické rozměry 118 × 46 × 21 mm a jeho váha bez SIM karty se standardní baterií je 105 g. Jedná se o telefon klasické konstrukce. Vnější kryt není standardně výměnný. Anténa telefonu je integrovaná, stejně jako u modelu M35.

## Displej
Jedná se o monochromatický grafický displej. Má tvar obdélníku. Rozlišení displeje je 101×80 bodů. Při čtení či psaní SMS zobrazí pět řádků. při použití WAPu pouze tři. Je podsvícen zelenými diodami.

## Baterie
Standardně dodávaná baterie telefonu má kapacitu 600 mAh a je typu Li-Ion. Udávaná maximální doba pohotovostního režimu je 220 h. Existuje ale široké spektrum dokoupitelných baterií s různými parametry.

## Funkční výbava
Telefon byl v době svého uvedení koncipován jako telefon vyšší třídy. Jeho výbava byla víceméně standardem, daným v této třídě dobou vzniku. Jeho největšími konkurenty byly Nokia 6210 či Ericsson R320s. Telefon disponuje pamětí pro 100 telefonních čísel. Podporuje SMS pouze ve standardní délce 160 znaků, má slovník T9. Důležitý je WAP, vestavěný softwarový modem, a na rozdíl od nižších modelů značky vestavěný kalendář s širokou nabídkou funkcí pro organizaci času. Jako jediný mobilní telefon Siemens té doby byl vybaven rozhraním IrDA. Dále je zde spektrum různých doplňkových funkcí, stejně jako v případě nižších modelů. Jedná se o podporu času a data, vyzváněcí profily, budík či vestavěný jednoduchý kalkulátor. Telefon má rovněž hry.

## Rozšíření
V letech 2000 a 2001 byl tento telefon poměrně populární, ovšem vzhledem k vyšší ceně se nedostal mezi uživatele v takové míře, jako modely C35 a M35. V roce 2010 se již vyskytuje pouze sporadicky.